# 福邦銀行
株式会社福邦銀行（ふくほうぎんこう、THE FUKUHO BANK, LTD. ）は、福井県福井市に本店を置く第二地方銀行。

## 沿革
- 1943年（昭和18年） - 若越無尽株式会社として設立。
- 1951年（昭和26年） - 相互銀行に転換、株式会社福井相互銀行に商号変更。
- 1989年（平成元年） - 普通銀行に転換、株式会社福邦銀行に商号変更。
- 1995年（平成7年） - 第三次オンラインシステムの稼動開始。
- 1998年（平成10年） - 京都共栄銀行舞鶴支店の一部事業譲受。
- 2002年（平成13年） - 春江信用組合の事業の全部を譲受。
- 2005年（平成17年） - 富山第一銀行小松支店の一部事業譲受。
- 2007年（平成19年） - 福井銀行・福井県内の5信用金庫とATM相互無料開放開始。
- 2007年（平成19年） - 北陸銀行とATM相互無料開放開始。
- 2008年（平成20年） - イオン銀行とATM相互無料開放開始。
- 2009年（平成21年）3月 - 金融機能強化法に基づく60億円の公的資金注入（A種優先株式発行）を受ける[5]。
- 2012年（平成24年）3月 - 関係会社の福邦ビジネスサービス株式会社と福邦オフィスサービス株式会社を清算。
- 2016年（平成28年）6月 - 頭取の東條敬が退任し、顧問で元北海道財務局長の渡邉健雄が後任として就任[6]。
- 2018年（平成30年）- 基幹系システムをNTTデータが運営する共同センターであるSTELLA CUBEに移行[7]。
- 2019年（平成31年）1月4日 - この日から磁気の影響を受けにくい新しい通帳（Hi-Co通帳）を取扱開始した[8]。
- 2019年（令和元年）9月13日 - 福井銀行と資本提携を含めた包括連携の協議を開始[9][10][11]。
- 2019年（令和元年）9月24日 - 藍澤証券との包括的業務提携を締結[12][13][14]。
- 2020年（令和2年）
  - 3月13日 - 福井銀行との包括提携を締結、提携プロジェクト名を「Fプロジェクト」と命名[2][15]。
  - 5月11日 - 石川県小松市の小松支店を福井銀行小松支店内に移転・開設。路面店に複数の銀行の支店が入居するのは日本初[2][16][17]。
- 2021年（令和3年）
  - 1月14日 - 福邦銀行が実施する50億円の第三者割当増資を福井銀行が引き受ける資本提携について基本合意。合意に基づき、福井銀行は福邦銀行株式の過半数を取得する子会社化の方向で協議を進める方針[18][19][20]。
  - 10月1日 - 福井銀行による連結子会社化[21][22]。同時に預金保険機構が保有するA種優先株式が処分され、公的資金を完済[23]。
- 2022年（令和4年）
  - 6月22日 - ローソン銀行の「即時口座決済サービス」に参加。これにより、ローソン銀行ATMで福邦銀行の口座から「PayPay」、「au PAY」にチャージができるようになる[24][25]。
- 2023年（令和5年）
  - 4月18日 - 福井銀行と福邦銀行が両行の通帳記入が可能なATMを日立チャネルソリューションズと共同開発し両行が設置しているATMを入れ替えることを発表(福井銀行とセブン銀行の共同設置 ATM は入替対象外。ATMの振込手数料は店舗内のATMは設置行が定める手数料、店舗外は福井銀行が定める手数料。)[26][27]。
  - 4月18日 - セブン銀行と福井銀行が共同運営するATMを利用した場合の引出手数料を無料化したことを発表(2023年3月末までに設置のATMが対象)以後12月までに順次拡大[28][29][30][31][32]。
- 2024年（令和6年）10月1日 - 株式交換により、福邦銀行の株式全てを福井銀行が取得。完全子会社化[33]。
- 2026年（令和8年）5月2日 - 同日付で福井銀行に吸収合併される予定[34]。

## 店舗網

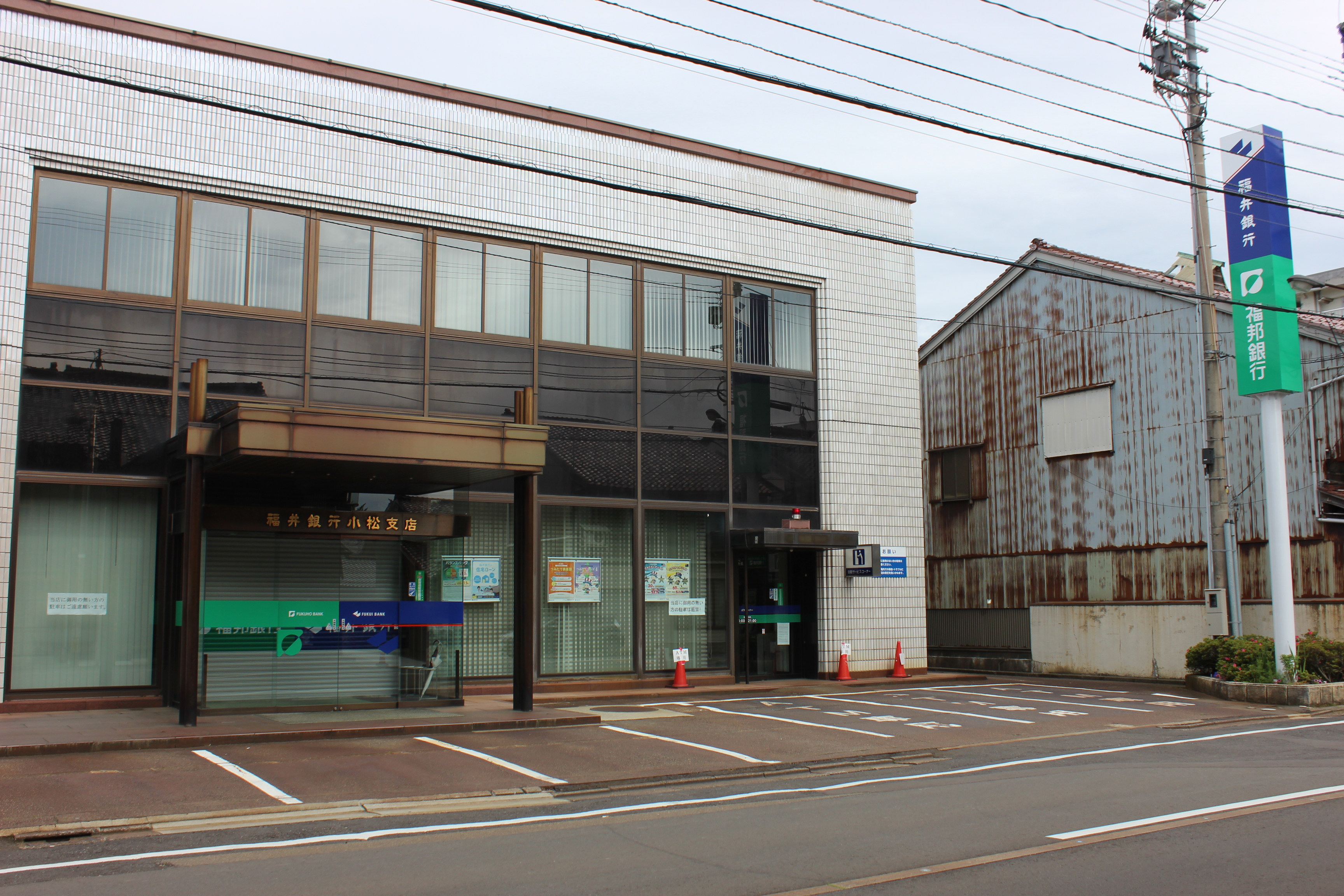
小松中央支店（福井銀行小松支店内に入居）

2020年時点。現在の店舗の詳細は、公式サイトの店舗一覧を参照。なお、昼休み休業を設定している店舗がある。
福井県内
- 福井市：13支店（本店営業部を含む）
- 福井市以外の嶺北：11支店・店舗内店舗2支店
- 嶺南：6支店

福井県外
- 石川県：2支店（小松市と金沢市に各1店舗。前述の小松支店は福井銀行小松支店内に入居）
- 京都府：3支店（舞鶴市2店舗、京都市中京区）
- 大阪府：1支店（大阪市北区）

その他
- インターネット支店 （2022年11月17日付で廃止→フェニックス通り支店へ統合）

## Tポイントサービス
2017年（平成29年）10月1日から、福井県内の金融機関で初めてTポイントを利用したサービスを実施している。給与振込の口座指定や住宅ローンの借り入れなどに応じてポイントが付与されるシステムとなっている。ポイント付与には別途福邦銀行のウェブサイトでの申請が必要となる。詳細は、公式サイトの福邦銀行×Tポイントを参照。

## 福井ふるさとネットサービス(自動機サービス)
県内に本店を置く金融機関同士および、北陸銀行であれば、出金入金とも終日無料になっている。提携県内および他金融機関は次の通り(福井銀行、北陸銀行、福井県JAバンク、越前信用金庫、福井信用金庫、敦賀信用金庫、小浜信用金庫。入金は信金と福井銀行、JAは出金と残高照会のみ)。
また、イオン銀行とも無料出金の提携をしている(預け入れはできない。また振込も可能だが、イオン銀行以外の金融機関宛ての振込の場合は振込手数料として220円がかかる。時間外手数料はかからない。)が、取り扱いが異なることと、両方とも24時間使えるわけではない(福邦銀行ATM営業時間に基づく)ことに注意。
詳しくは下記公式ページを参照
ローソン銀行ATMとイーネットATMは2019年10月21日に提携が開始され、
利用可能時間は全日7時から23時で
入金と残高照会は無料、
出金は平日8時45分から18時は110円、それ以外の時間帯は220円である。
これに伴い2019年11月11日にセブン銀行ATMでも手数料の改定が行われ、
入出金すべて終日(全日7時から23時)無料だったものが、
入金と残高照会は無料、
出金は平日8時45分から18時は110円、それ以外の時間帯は220円という手数料体系に改定された。

## 関係会社

### 連結子会社
- 福邦カード株式会社

## 不祥事
- 2004年11月ー2011年11月 - 武生支店および上中支店に勤務していた男性行員（50代）が、顧客の預金を着服・流用していたことが、顧客からの問い合わせにより判明。着服額は1,016万円。また着服の事実を隠すために残高証明書を偽造していた。男性行員は2011年12月26日付で懲戒解雇処分[36]。